# Sven-Erics
Sven-Erics är ett svenskt dansband som ursprungligen bildades 1965 under namnet Anders Erikssons Orkester. Bandet verkade under detta namn fram till 1973, då de bytte till det mer välkända namnet Sven-Erics. Bandet hade sin bas i Hudiksvall och leddes under många år av Sven-Eric Mörtsjö.
Under sin karriär har Sven-Erics släppt totalt 17 album och omkring 10 singlar som testades för Svensktoppen. Två av deras låtar nådde förstaplatsen på Svensktoppen: "Ta min hand" år 1978 och "Det gick en liten ängel" år 1986. Bandet belönades även med två guldskivor och två silverskivor, vilket speglar deras stora framgångar inom dansbandsgenren.
Bandet gjorde ett framträdande i svensk TV år 1976 i programmet "Nygammalt" och var också ett uppskattat inslag i radioprogrammet "I afton dans", där de deltog vid tre tillfällen: 1974, 1985 och 1989.
Åke "Hank" Nilsson, som var medlem i Sven-Erics från 1973 till 1985, tog över bandnamnet år 2000 och startade en ny uppsättning musiker. Denna nya version av Sven-Erics utgick från Stockholm, vilket markerade en ny era för bandet.
Även om Sven-Erics inte längre är aktivt idag, fortsätter deras musik att uppskattas av många fans och dansbands älskare. Bandets låtar är en viktig del av svensk dansbands historia och spelas fortfarande med glädje än idag.

## Diskografi

### Album
- Sven-Erics - 1974
- Kom till mig - 1975
- Låt oss vara tillsammans - 1976
- En kväll med dig - 1976
- Det bästa från skivspegeln - 1977
- När kvällens dans är slut - 1977
- På egna spår - (Sven-Eric Mörtsjö solo) 1977
- Kärlek i det blå - 1978
- Siverts (Sivert Thurell solo) - 1979
- 5 år på skiva (Jubileumsskiva) - 1979
- De e helt ok - 1980
- Santa Maria - 1980
- Oh Julie - 1982
- Lilla Fru Musica - 1984
- I kärlekens färg - 1986
- De fjorton populäraste melodierna (15-årsjubileum) - 1988
- Åh, en sån kväll - 1991
- Sven-Erics 20-årsjubileum - 1994
- Sven-Erics gamla godingar vol.1. - 2002

### Singlar
- Lika barn leka bäst - 1966
- Dröm - 1966
- Sjung en sång - 1967
- Livet är en kul manick - 1969
- Det finns en liten sång - 1969
- Lantbrevbärarens moped - 1970
- Kom till mig - 1975
- Vägen hem - 1975
- Ett litet sommarminne - 1975
- Söta lilla sommartjej - 1976
- Du och jag, ingen annan fanns - 1976
- Får jag lov - 1978
- Det är så här jag vill va - 1978
- Alla har vi våra drömmar - 1978
- Ögon klara som Solen - 1979
- (Jag vet) hon tror på mej - 1979
- Santa Maria - 1980
- Jag har sökt efter kärlek - 1980
- Oh Julie - 1982
- Ge en blomma till en vän - 1982
- Grattis! Alla vänner hurrar - 1994
- Men natten är vår - 1993
- Nattens fjäril - 1993
- Varje liten dröm - 1994

## Melodier på Svensktoppen
- Natten har sin egen saga - 1977
- Ta min hand - 1978 (1a plats)
- Får jag lov 1979
- Det gick en liten ängel - 1986 1a plats)